# Morris (Illinois)
Morris ist eine Kleinstadt und Verwaltungssitz des Grundy County im Nordosten des US-amerikanischen Bundesstaates Illinois. Das U.S. Census Bureau hat bei der Volkszählung 2020 eine Einwohnerzahl von 14.163 ermittelt.
Morris ist Bestandteil der Chicago Metropolitan Region, also des Ballungsgebietes um die Stadt Chicago.
Bei Morris befindet sich das Kernkraftwerk Dresden, das den Großteil des Nordostens von Illinois mit Strom versorgt.

## Geographie
Morris liegt auf 41°22'31" nördlicher Breite und 88°25'41" westlicher Länge. Die Stadt erstreckt sich über 18,4 km², die sich auf 17,6 km² Land- und 0,8 km² Wasserfläche verteilen.
Morris liegt am Oberlauf des Illinois River und 95,4 km südwestlich von Chicago.
Durch Morris führt in Nord-Süd-Richtung die Illinois State Route 47. Im Norden der Stadt wird diese versetzt vom U.S. Highway 6 gekreuzt. Am nördlichen Stadtrand verläuft die Interstate 80, die von der Ostküste über Chicago kommend zu den Quad Cities und im weiteren Verlauf über Iowas Hauptstadt Des Moines und Omaha in Nebraska nach Kalifornien führt.
199 km westlich von Morris liegen die Quad Cities, Wisconsins Hauptstadt Madison liegt 258 km in nordnordwestlicher Richtung, Wisconsins größte Stadt Milwaukee liegt 222 km in nordnordöstlicher Richtung und Indianas Hauptstadt Indianapolis 301 km in südöstlicher Richtung. Über Illinois's 231 km entfernte Hauptstadt Springfield sind es in südöstlicher Richtung 390 km nach St. Louis in Missouri.
Durch Morris führt auch eine Bahnlinie der BNSF Railway.

## Demografische Daten
Bei der Volkszählung im Jahr 2000 wurde eine Einwohnerzahl von 11.928 ermittelt. Diese verteilten sich auf 4831 Haushalte in 3067 Familien. Die Bevölkerungsdichte lag bei 677,2/km². Es gab 5087 Wohngebäude, was einer Bebauungsdichte von 288,8/km² entsprach.
Die Bevölkerung bestand im Jahr 2000 aus 95,3 % Weißen, 0,3 % Afroamerikanern, 0,2 % Indianern, 0,5 % Asiaten und 2,4 % anderen. 1,1 % gaben an, von mindestens zwei dieser Gruppen abzustammen. 6,9 % der Bevölkerung bestand aus Hispanics, die verschiedenen der genannten Gruppen angehörten.
25,0 % waren unter 18 Jahren, 8,7 % zwischen 18 und 24, 29,6 % von 25 bis 44, 20,4 % von 45 bis 64 und 16,3 % 65 und älter. Das durchschnittliche Alter lag bei 37 Jahren. Auf 100 Frauen kamen statistisch 95,4 Männer, bei den über 18-Jährigen 93,0.
Das durchschnittliche Einkommen pro Haushalt betrug $44.739, das durchschnittliche Familieneinkommen $54.987. Das durchschnittliche Einkommen der Männer lag bei $44.071, das der Frauen bei $25.206. Das Pro-Kopf-Einkommen belief sich auf $22.256. Rund 5,0 % der Familien und 6,6 % der Gesamtbevölkerung lagen mit ihrem Einkommen unter der Armutsgrenze.

## Super Outbreak
Morris war die erste Stadt, die von der Super Outbreak genannten Serie von Tornados am 3./4. April 1974 betroffen wurde. Die Zerstörungen in Morris waren jedoch im Vergleich zu anderen Orten relativ gering.

## Bekannte Bewohner
- Ed Brady (* 1960), früherer NFL-Profi, geboren in Morris
- Harvey A. Carr (1873–1954), Psychologe und Professor
- Jessie Bartlett Davis (ca. 1859/1861–1905), Opernsängerin, geboren in Morris
- Kelly Dransfeldt (* 1975), früherer Major-League-Baseball-Profi bei den Texas Rangers und den Chicago White Sox, besuchte die Schule in Morris
- Philip C. Hayes (1833–1916), Abgeordneter des Repräsentantenhauses, lebte einige Jahre in Morris
- Albert Kingsbury (1863–1943), Ingenieur, Erfinder und Unternehmer, geboren in Morris
- Eric J. Magnuson (* 1951), Jurist, seit 2008 Vorsitzender Richter des Obersten Gerichts von Minnesota, geboren in Morris
- Walter Pierce (1861–1954), Politiker der Demokraten, 17. Gouverneur von Oregon
- Elmer Sleight (1907–1978), ehemaliger American-Football-Spieler, geboren in Morris
- Scott Spiezio (* 1972), früherer Major League Baseball-Profi, besuchte die Schule in Morris
- Ronald Steel (* 1931), Schriftsteller, Historiker und Universitätsprofessor, geboren in Morris
- Jerry Weller (* 1957), früherer Abgeordneter des Repräsentantenhauses, lebt in Morris